# Valentyina Alekszandrovna Prudszkova
Valentyina Alekszandrovna Prudszkova, oroszul: Валентина Александровна Прудскова (Jersov, 1938. december 27. – Szaratov, 2020. augusztus 23.) olimpiai bajnok szovjet-orosz tőrvívó.

## Sportpályafutása
Az 1960-as római olimpián arany-, az 1964-es tokióin ezüstérmes lett csapatversenyben. 1958 és 1966 között négy világbajnoki arany-, kettő ezüst- és egy bronzérmet szerzett. 1968-ban vonult vissza az aktív sportolástól.